# Wenn das Liebe ist
Wenn das Liebe ist ist ein Lied und die Debütsingle der deutschen Band Glashaus aus dem Jahr 2001.

## Entstehung und Veröffentlichung
Geschrieben und produziert wurde das Lied gemeinsam von den beiden Glashaus-Mitgliedern Martin Haas und Moses Pelham.
Die Erstveröffentlichung von Wenn das Liebe ist erfolgte als Single am 19. Februar 2001 bei Pelham Power Productions. Diese erschien als CD-Maxi-Single mit fünf verschiedenen Versionen des Titels sowie dem Lied Kleines Glashaus als B-Seite (Katalognummer: CDM 108 400-2). Am 2. April 2001 erschien das Lied als Teil des selbstbetitelten Debütalbums (Katalognummer: 548 668-2).

## Inhalt
Das lyrische Ich zeigt sich enttäuscht vom Gefühl der Liebe und fragt sich, was, wenn das Liebe ist, dann ein Gefühl der Hass sei.

„Wenn das Liebe ist.

Warum bringt es mich um den Schlaf?

Wenn das Liebe ist.

Warum raubt es mir meine Kraft?

Wenn das Liebe ist.

Sag mir, was es mit mir macht.

Wenn das Liebe ist.

Was, was, was ist dann Hass?

Was ist dann Hass?“

## Musikvideo
Das Musikvideo zu Wenn das Liebe ist zählte bis Oktober 2024 über neun Millionen Aufrufe auf der Videoplattform YouTube.

## Kommerzieller Erfolg

### Chartplatzierungen
| ChartsChartplatzierungen | Höchstplatzierung | Wochen |
| ------------------------ | ----------------- | ------ |
| Deutschland (GfK)        | 5 (18 Wo.)        | 18     |
| Österreich (Ö3)          | 27 (13 Wo.)       | 13     |
| Schweiz (IFPI)           | 18 (17 Wo.)       | 17     |

| ChartsJahrescharts (2001) | Platzierung |
| ------------------------- | ----------- |
| Deutschland (GfK)         | 37          |

### Auszeichnungen für Musikverkäufe
| Land/Region        | Auszeichnungen für Musikverkäufe (Land/Region, Auszeichnung, Verkäufe) | Verkäufe |
| ------------------ | ---------------------------------------------------------------------- | -------- |
| Deutschland (BVMI) | Gold                                                                   | 250.000  |
| Insgesamt          | 1× Gold ·                                                              | 250.000  |